# Rechtsanwalts- und Notarverein Hannover
Der Rechtsanwalts- und Notarverein Hannover e.V. ist einer der ältesten deutschen „Advokaten-Vereine“. Zweck des eingetragenen Vereins ist die Pflege der Kollegialität sowie die Wahrung der beruflichen Interessen der am Amts- und am Landgericht Hannover zugelassenen Rechtsanwälte sowie der im Landgerichtsbezirk Hannover tätigen Anwaltsnotare.

## Geschichte
Der Rechtsanwalts- und Notarverein Hannover wurde ursprünglich am 1. Juli 1831 von 16 hannoverschen Advokaten gegründet mit dem Ziel, „unter den Advokaten einen auf Rechtlichkeit und Unbescholtenheit gerichteten Gemeingeist zu wecken und zu erhalten sowie die wissenschaftliche und praktische Ausbildung zu fördern.“ Zu den Mitgliedern in den 40er Jahren des 19. Jahrhunderts zählte beispielsweise Johann Hermann Detmold. Ein weiteres bedeutendes Vereinsmitglied war Adolf Wilhelm Leonhardt, der schon ab 1848 als Referent im hannoverschen Justizministerium wirkte und in den Jahren von 1849 bis 1953 maßgeblich an einer Justizgesetzgebung beteiligt war, die den Interessen der Anwälte weitgehend Rechnung trug.
Nach der allgemeinen Einführung des Begriffes „Rechtsanwalt“ beschlossen die Mitglieder eine entsprechende Umbenennung ihres Vereins.
Zur Zeit des Nationalsozialismus wurde eine „Säuberung“ des hannoverschen Anwaltsvereins betrieben, jüdische Mitglieder aus dem Verein vertrieben und ausgeschlossen. Im Sinne der Gleichschaltung wurde der Rechtsanwaltsverein zunächst nur zu einer Ortsgruppe des sogenannten Nationalsozialistischen Rechtswahrerbundes umfunktioniert; das Führerprinzip endgültig mit der Reichsrechtsanwaltsverordnung vom 21. Februar 1936 eingeführt.
Nur wenige Wochen nach dem Ende des Zweiten Weltkrieges gründete sich der „Rechtsanwaltsverein Hannover e.V.“ unter maßgeblicher Mitwirkung des jüdischen Anwaltes Horst Egon Berkowitz am 25. Juli 1945 zunächst provisorisch wieder, bevor die Vereinsgründung durch die britische Militärregierung am 13. Dezember 1945 bestätigt wurde. Ebenfalls von 1945 an und bis 1973 wirkte Horst. E. Berkowitz als stellvertretender Vorsitzender des Vereins.